# ثریا منوچهری
ثریا منوچهری (۱۳۳۰ – ۲۴ مرداد ۱۳۶۵) شهروندی ایرانی بود که در پی یک نزاع خانوادگی در سال ۱۳۶۵، به زنا متهم و سپس سنگسار شد. او در روستای کوهپایه از توابع استان اصفهان در ایران در سال ۱۳۳۰ به دنیا آمد و هنگام سنگسار، ٣۵ ساله و مادر ۷ فرزند بود. داستان زندگی او روایت فیلم سنگسار ثریا م. ساختهٔ سیروس نورسته است.

## سنگسار ثریا
فریدون صاحب‌جمع، روزنامه‌نگار ایرانی‌تبار فرانسوی داستان این زن را در رمانی به نام سنگسار ثریا م. در راستای نقض حقوق بشر و سنگسار در ایران در سال ۱۹۹۴ میلادی به زبان فرانسوی منتشر کرد. در سال ۲۰۰۸ میلادی فیلمی به همین نام «سنگسار ثریا م.» به کارگردانی سیروس نورسته بر اساس رمان فریدون صاحب‌جمع، ساخته شد.
داستان فیلم بازگوکنندهٔ بخشی از وقایع زندگی ثریا در مرکز این ماجرا است که از زبان زهرا، خاله وی، به یک روزنامه‌نگار فرانسوی در گذرش از روستای کوهپایه اطراف شهرستان اصفهان بازگو شده است. خلاصه واقعه ثریا بدین صورت است که: «شوهر ثریا که یک زندان‌بان است قصد دارد زن دیگری بگیرد؛ اما چون توانایی پرداخت هزینهٔ هر دو زن را ندارد، به ثریا پیشنهاد طلاق می‌دهد. ثریا وقتی حق و حقوقش را مطالبه می‌کند مرد نمی‌پذیرد و در یک تبانی با کدخدا و ملای ده ثریا را برای کلفتی به خانهٔ یکی از مردان اهل روستا به نام هاشم می‌فرستند. هاشم مردی است که زنش را از دست داده و به همراه فرزند ناشنوایش زندگی می‌کند. این ویژگی‌ها موقعیت را برای متهم کردن ثریا به رابطه با مرد دیگر فراهم می‌کند. شوهر ثریا با همدستی کدخدا و ملای ده به ثریا اتهاماتی را نسبت می‌دهند که در نهایت به سنگسار شدن و مرگ وی منجر می‌شود.»

## واکنش جمهوری اسلامی
مقامات ایران در رابطه با واقعهٔ سنگسار ثریا واکنش رسمی نشان ندادند و ضمن حمایت از حکم سنگسار در برخی محافل و مجالس تنها به نقد فیلم «سنگسار ثریا» پرداخته شد. در خرداد ماه ۱۳۹۰ جلسه‌ای در قم تحت عنوان سنگسار، چیستی و چرایی؛ نقد فقهی «سنگسار ثریا» برگزار شد. در این نشست محمدرضا کدخدایی در رابطه با ساخت و اکران این فیلم در بسیاری از کشورهای جهان گفت: «این فیلم از لحاظ احساسی فوق‌العاده تأثیرگذار است و نظرسنجی‌ای که در دانشگاه‌های مختلف انجام شده، بیانگر این است که بیش از ۷۰ درصد از دانشجویان این را دیده و از آن تأثیر پذیرفته‌اند. […] بعد از اتفاقات سال ۸۸ این فیلم به صورت گسترده و با قیمت نازل در کشور توزیع شد و بسیاری از سایت‌ها آن را به صورت رایگان در اختیار کاربران قرار دادند.» وی گفت: «بعد از اکران این فیلم نظریه‌پردازی‌های مختلفی حتی در حوزهٔ قم صورت گرفت و این حکم اسلامی سنگسار را زیر سؤال بردند. [...] ما حدود ۹۰ روایت صحیح دربارهٔ این حکم داریم که تواتر معنویش یقینی است.»
در جلسهٔ دیگری در مؤسسهٔ فهیم قم در سال ۱۳۹۰ تحت عنوان «بررسی حکم سنگسار از منظر فقهی و تاریخی» احمد عابدینی به نحو مبسوطی به توضیح سنگسار پرداخت و گفت: «تمامی روایاتی که در باب رجم مرد همسردار یا زن شوهردار وجود دارد، باید با مطالعهٔ سیر تاریخی و فقهی آن بررسی شود.»